# Let's Go Away for Awhile
Let's Go Away for A while ("Andiamocene via per un po'") è una traccia strumentale presente sull'album Pet Sounds del gruppo musicale statunitense The Beach Boys, pubblicato dalla Capitol Records nel maggio 1966. È la sesta traccia dell'album. Sempre nel 1966, il brano venne anche pubblicato su singolo negli Stati Uniti come B-side di Good Vibrations.

## Il brano
La traccia venne composta e prodotta da Brian Wilson per fungere come intermezzo strumentale tra un pezzo cantato e l'altro per dare un senso di pausa rilassata all'ascoltatore. Il brano era originariamente intitolato The Old Man and the Baby. Uno dei primi titoli provvisori durante la lavorazione fu anche Let's Go Away for Awhile (And Then We'll Have World Peace), inteso presumibilmente come un riferimento scherzoso all'album comico di Del Close e John Brent intitolato How to Speak Hip. A proposito del brano Wilson nel 1996 disse: «Questo è un gran bel pezzo molto nello stile di Burt Bacharach».
Nel 1967 Wilson affermò che la composizione era "il pezzo di musica più soddisfacente che avesse mai inciso".
Nel 1972, il brano è stato incluso nella colonna sonora del film di Neil Young Journey Through the Past come traccia finale.
Nel suo album Dumb Angel del 1994, il musicista Sean Macreavy ha incluso una versione di Let's Go Away for Awhile non soltanto strumentale, ma con un nuovo testo di sua composizione.

## Musicisti
- Hal Blaine: - batteria
- Julius Wechter: - timpani, vibrafono
- Lyle Ritz: - basso
- Carol Kaye: - basso
- Al Casey: - chitarra
- Barney Kessel: - chitarra
- Al de Lory: - pianoforte
- Steve Douglas: - sax tenore
- Plas Johnson: - sax tenore
- Jim Horn: - sax baritono
- Jay Migliori: - sax baritono
- Roy Caton: - tromba

### Sovraincisioni
- Arnold Belnick: - violino
- James Getzoff: - violino
- William Kurasch: - violino
- Leonard Malarsky: - violino
- Jerome Reisler: - violino
- Ralph Schaeffer: - violino
- Sid Sharp: - violino
- Tibor Zelig: - violino
- Joseph Di Fiore: - viola
- Harry Hyams: - viola
- Justin Di Tullio: - violoncello
- Joseph Saxon: - violoncello

(The Sid Sharp Strings)
- Steve Douglas: - flauto
- Jules Jacob: - flauto